# Loin de Verdun
Loin de Verdun (dt. „Fern von Verdun“) ist ein Dokumentarfilm, der ein verdrängtes Kapitel der Klosterschule Notre-Dame de Garaison beleuchtet.

## Hintergrund
Als anlässlich der Gedenkfeiern zum Ersten Weltkrieg Projekte ausgeschrieben werden, beschließt ein Lehrerteam aus Garaison, 40 km östlich von Lourdes gelegen, mit den Schülern die Geschichte des Ortes zu erforschen, um historische Erinnerungen an Garaison wiederzubeleben und weiterzugeben. 2.000 Zivilisten mit deutschen oder österreichischen Pässen waren während des Kriegs in der ehemaligen Klosterschule interniert worden. Ein bekannter Insasse des Lagers war 1917 Albert Schweitzer. Auch Urlauber, die sich zufällig in Frankreich aufhielten, wurden eingesperrt. Daraus erwuchs 2014 eine Zusammenarbeit mit der Hochschule für audiovisuelle Medien der Universität Toulouse (ESAV), dem Centre de Recherches et d’Études Germaniques (CREG) der Universität Toulouse-Jean Jaurès und dem Archiv des Départements Hautes-Pyrénées. In diesem Rahmen konnte der damals 26-jährige Xavier Delagnes seinen Film Loin de Verdun. Garaison, un camp d’internement durant la Première Guerre mondiale (52’, 2015) drehen.

## Thematik
Indem Delagnes durch die Verschränkung verschiedener Perspektiven und Blickwinkel eine eindrucksvolle Dramaturgie inszeniert, verleiht er vor Ort aufgefundenen Spuren der Ereignisse von 1914–1918 neues Leben. Der Zuschauer erhält über Berichte und Briefe sowie auch durch von einigen autorisierten Gefangenen aufgenommene Fotos einen Einblick in das Innere des Lagers und wirft mit dem Historiker José Cubéro einen Blick in dessen militärische Verwaltung. Zudem lässt Delagnes zahlreiche Zeitzeugen zu Wort kommen: den spanischen Frère Guillaume (Bruder Wilhelm), das Ehepaars Schweitzer und den bulgarischen Popen Mito Abadji mazedonischer Herkunft; die weiblichen Stimmen sind durch die internierten Deutschen Gertrud Köbner und Helene Schaarschmidt vertreten.

## Rezeption
„Was mich am Dokumentarfilm von Xavier Delagnes besonders beeindruckt hat, ist die Art und Weise, wie er, obwohl kein Historiker, es zu Wege gebracht hat, einen historischen Diskurs zu konstruieren. Ausgehend von Zeugenberichten, Archivmaterial, Fotografien, ist es ihm gelungen, seine Geschichte des Lagers zu erzählen, wobei er den historischen Quellen treu bleibt. Mit Feingefühl und Blick fürs Detail beleuchtet er die unterschiedlichen Aspekte des Lagerlebens, die Erinnerungen, die es hinterlassen hat, seine Wiederentdeckung durch die Historiker. Besonders bemerkenswert ist die Art und Weise, wie die unterschiedlichen Diskurse miteinander verflochten sind: die der Zeitzeugen, dann die der heutigen „Bewohner“ von und um Garaison, der des Historikers. Kein Aspekt wird außer Acht gelassen! Und vor allem und überhaupt, zu einer Zeit, da es üblich ist, in übertriebener Weise auf Emotion und Sensation zu setzen, appelliert Xavier Delagnes an unseren Verstand, an unsere Urteilsfähigkeit – anspruchsvoll, jedoch keinesfalls überzogen. Eine großartige Leistung!“ (François Giustiniani, Leiter Archiv Département Hautes-Pyrénées)
„Der ausgezeichnete Dokumentarfilm ‚Loin de Verdun‘ des Toulouser Regisseurs Xavier Delagnes, der am 19.1. im Eurocampus gezeigt wird, führt vor Augen, wie die Spurensuche in die Vergangenheit mit filmischen Mitteln eindrucksvoll dargestellt werden kann.“ (Deutsche Schule Toulouse)